# SM i segling
SM i segling är ett samlingsnamn för de olika segelbåtstypernas SM.

## SM 2004
- OS-SM i segling
  - SM i 470, dam och herr - 470
  - SM i 49er - 49er
  - SM i Europajolle, dam och herr - Europajolle
  - SM i Finnjolle - Finnjolle
  - SM i Laser - Laser
  - SM i Starbåt - Starbåt
  - SM i Tornado - Tornado
  - SM i Yngling - Yngling
- SM i 11Metre - 11:Metre
- SM i 2.4mR - 2.4mR
- SM i 606 - 606
- SM i A22 - A22
- SM i Albin Express - Albin Express
- SM i Drake - Drake
- SM i Formula Windsurfing
- SM i Freestylewindsurfing
- SM i H-båt - H-båt
- SM i IF-båt - IF-båt
- SM i IMS - IMS
- SM i J/80 - J/80
- SM i Laser Master - Laser
- SM i M22 - M22
- SM i M30 - M30
- SM i Marblehead - Marblehead
- SM i Neptunkryssare - Neptunkryssare
- SM i Nordisk Folkbåt - Nordisk Folkbåt
- SM i OK-jolle - OK-jolle
- SM i Safir - Safir
- SM i Smaragd - Smaragd
- SM i Snipe - Snipe
- SM i Trissjolle - Trissjolle

## RM 2004
- RM i 420 - 420
- RM i 5-0-5 - 5-0-5
- RM i 5mR - 5mR
- RM i 6mR - 6mR
- RM i C 55 - C 55
- RM i Carrera Helmsman - Carrera Helmsman
- RM i J/24 - J/24
- RM i Laser Radial Master - Laser Radial
- RM i Laser Radial - Laser Radial
- RM i M25 - M25
- RM i Maxi Racer - Maxi Racer
- RM i Melges 24 - Melges 24
- RM i Mirror - Mirror
- RM i Nordisk Familjebåt - Nordisk Familjebåt
- RM i SK30 - SK30
- RM i Tvåkrona - Tvåkrona